# Мєдний Завод
Мєдний Завод (рос. Медный Завод) — присілок у Всеволожському районі Ленінградської області Російської Федерації.
Населення становить 44 особи. Належить до муніципального утворення Юкковське сільське поселення.

## Історія
Від 1 серпня 1927 року належить до Ленінградської області.

## Населення
| 1848 | 1862 | 1892 | 1896 | 1905 | 1926 | 1937 |
| ---- | ---- | ---- | ---- | ---- | ---- | ---- |
| 62   | ↗145 | ↗260 | ↗314 | ↘250 | ↘212 | ↘0   |
| 1955 | 1958 | 1997 | 2002 | 2007 | 2010 | 2017 |
| ↗130 | ↘128 | ↘32  | ↘19  | ↗37  | ↗151 | ↘44  |